# ドクター・ドレー
ドクター・ドレー（英: Dr. Dre）ことアンドレ・ロメル・ヤング（英: Andre Romel Young、1965年2月18日 - ）は、アメリカ合衆国のラッパー、ミュージシャン、音楽プロデューサー、俳優、実業家。ラップだけでなく、キーボードやドラムスの演奏もできる。

## 来歴
ヒップホップ・ミュージックの分野で最も影響力がある人物の一人と考えられている。1990年代初頭に、エリックB&ラキームらの東海岸の一部ラッパー達がサンプリングのネタとしてジャズなどを使う現象も見られた（ジャズ・ラップの項を参照）のに対し、ドレーはPファンク等のファンクやソウルを使用し、ギャングスタ・ラップ、Gファンクを誕生させた。これまでにグラミー賞を6回受賞し、エミネムや50セント、ケンドリック・ラマーなど多くのラッパーを担当したプロデューサーとしても知られる。また、ドレーはヘッドホンブランド「Beats by Dr. Dre」を設立し、2014年には、Appleに現金と株式の合計30億ドル（3000億円）でビーツを売却した。
1980年代前半、ロンゾらとエレクトロ・ラップ・グループワールド・クラス・レッキン・クルー（World Class Wreckin' Cru）に加入し、音楽キャリアを開始した。1986年に、ドレーとワールド・クラス・レッキン・クルーのメンバーであるDJ・イェラ（DJ Yella）は、のちにギャングスタ・ラップと呼ばれるジャンルを確立したラップ・グループ、N.W.A.にメンバーとして参加した。1988年発表の「ストレイト・アウタ・コンプトン」は大ヒット・アルバムとなった。
当初NWAはギャングによるラップとして、さんざん非難されたが、アルバムが2枚連続ヒットしたことで、徐々に評価されるようになっていった。N.W.A.は人気の頂点にあったが、N.W.A.とそのレーベルであるルースレス・レコード（Ruthless Records）の創設メンバーであるイージー・E（Eazy E）との不和により、1991年に脱退、シュグ・ナイトと共にデス・ロウ・レコード（Death Row Records）を設立した。
1992年春に初のソロ・シングル「ディープ・カバー（Deep Cover (AKA 187)）」を発表した。このシングルは、MCのスヌープ・ドギー・ドッグ（現スヌープ・ドッグ）との共演の始まりとなった。スヌープは、1992年発表のドレーのソロ・ファースト・アルバム『ザ・クロニック』でも大々的にフィーチャーされた。翌1993年には「ナッシン・バット・ア・G・サング（Nuthing But A 'G' Thang）」が大ヒット。続いて「ファック・ウィズ・ドレー・デイ（**** Wit Dre Day (And Everybody's Celebratin')）」、「レット・ミー・ライド（Let Me Ride）」などのヒット・シングルを生み出し、マルチ・プラチナ・アルバムとなり、歴史上最も売れたヒップホップアルバムの一つとなった。グラミー賞において2部門にノミネートされ、ベスト・ラップ・ソロ・パフォーマンス賞を獲得した。
1993年、ドレーはスヌープ・ドッグのデビュー・アルバム「ドギー・スタイル（Doggystyle）」をプロデュースした。同アルバムは、初のビルボード・チャート1位デビューという大ヒットを記録した。また1994年にはサントラ盤「マーダー・ワズ・ザ・ケース」を制作した
1996年、テディ・ライリーと制作したブラック・ストリートの「ノー・ディギティ」が大ヒット。同年、2パック、ロジャー・トラウトマン共演の「カリフォルニア・ラヴ（California Love）」をプロデュースし、自らも客演することで大ヒットさせた。しかし、同年の終わり、2パックが死亡し、シュグ・ナイトが脅迫罪に問われて逮捕されたことにより、デス・ロウの存在が危うくなった。これを受けてドレーは同レーベルを脱退、自らの手でアフターマス・エンターテインメント（Aftermath Entertainment）を立ち上げた。それと同時に発表されたアルバム『ドクター・ドレー・プレゼンツ〜ジ・アフターマス』は、アフターマスと契約した新人の曲を含むコンピレーションで、ドレー自身のヒット・シングル「ビーン・ゼア・ダン・ザット（Been There, Done That）」も収録されている。同曲は、ドレーがギャングスタ・ラップへの決別を表現していることが特徴的な曲であった。アルバムはプラチナムとなったが、ドレーとしては商業的にも質的にも失敗作であった。
1997年、ナズ、フォクシー・ブラウン、AZ、ネイチャーらが参加したアルバム『ザ・ファーム（The Firm: The Album）』に収録された数曲をプロデュースした。このアルバムもプラチナムとなったが、同様に批判的な評を受けた。アフターマスの転機は、ドレーがデトロイトのラッパー、エミネムと契約した1998年に訪れた。翌1999年、エミネムのメジャー・デビュー・アルバム『ザ・スリム・シェイディ LP』、続く2000年に『ザ・マーシャル・マザーズ・LP』をプロデュースし、大ヒットさせた。2002年発表の『ザ・エミネム・ショウ』では、エミネム自身のプロデュースが増えているが、2004年発表の『アンコール』、2009年発表の『Relapse』では再びドレーのプロデュース曲が増えている。
1999年、ドレーの2作目のアルバム『2001』を発表、デヴィン・ザ・デュードやヒットマン、スヌープ・ドッグ、エミネムなどが、数多く参加している。2000年、『ザ・マーシャル・マザーズ LP』と『2001』における業績で、グラミー賞のプロデューサー・オブ・ザ・イヤーを獲得した。これらのアルバムは、深く豊かなベースラインに高音のピアノと弦楽器のメロディを重ねるという、その後の楽曲の方向性を示唆した。このスタイルは、ドレーのプロデュースの、イヴの「レット・ミー・ブロウ・ヤ・マインド（Let Me Blow Ya Mind）」、バスタ・ライムズの「Break Ya Neck」、メアリー・J・ブライジの「ファミリー・アフェアー（Family Affair）」などの各曲に活かされている。『SET IT OFF』、『ザ・ウォッシュ』、『トレーニング デイ』などの映画にも出演。彼自身は後に役者になるつもりは無かったと語っている。ノクターナル（Knoc-turn'al）をフィーチャーした「バッド・インテンションズ（Bad Intentions）」は、『ザ・ウォッシュ』のサウンドトラックに収録されている。同サウンドトラックでは、他に「On the Blvd.」、「The Wash」という曲で、スヌープ・ドッグと競演している。
2003年、50セントのメジャーデビューアルバム『ゲット・リッチ・オア・ダイ・トライン（Get Rich Or Die Tryin'）』をプロデュースし、ヒットさせた。同アルバムからは、「イン・ダ・クラブ（In Da Club）」が大ヒットし、第46回グラミー賞において5部門にノミネートされた。2005年には、ゲーム (ラッパー)のメジャーデビューアルバム『The Documentary』もプロデュースし、ヒットさせた。
2008年にジミー・アイオヴィンと共同でビーツ・エレクトロニクス（Beats Electronics LLC）を設立した。ヘッドフォンの「Beats by Dr. Dre」や、定額制音楽ストリーミングサービス「Beats Music」、高音質技術「Beats Audio」などのブランドを手がけている。
2010年末、『Detox』からの先行シングルとして、"Kush feat. Snoop Dogg & Akon"を発表。2012年には、エミネムとスカイラー・グレイをフィーチャーしたシングル『I Need A Doctor』を発表。さらに、ケンドリック・ラマーのメジャーデビューアルバム『Good Kid, M.A.A.D City』をプロデュースし、ヒットさせた。8月17日、エミネムのQVCマリンフィールド公演にスペシャル・ゲストとして登場した。
2015年、16年振りとなる3作目のアルバム『Compton』を発表。これにより長年、噂されていた『Detox』は正式に制作中止になった。2021年12月15日、ロックスター・ゲームスから発売されている『グランド・セフト・オートV』（GTAV）のオンラインモード「GTAオンライン」で配信された契約アップデートにて、新曲6曲が収録され、自身もミッション内に登場した。
2022年にドレーの出身地であるカリフォルニア州で開催された第56回スーパーボウルのハーフタイムショーに自身と縁の深いスヌープ・ドッグ、エミネム、ケンドリック・ラマーらを率いて出演した。

## ディスコグラフィ

### アルバム
| 年                                        | タイトル    | アルバム詳細 | チャート最高位 | チャート最高位 | チャート最高位 | チャート最高位 | チャート最高位 | チャート最高位 | チャート最高位 | チャート最高位 | チャート最高位 | チャート最高位 | 認定 |
| 年                                        | タイトル    | アルバム詳細 | US             | AUS            | CAN            | FRA            | GER            | IRE            | NL             | NZ             | SWI            | UK             | 認定 |
| ----------------------------------------- | ----------- | --- | -------------- | -------------- | -------------- | -------------- | -------------- | -------------- | -------------- | -------------- | -------------- | -------------- | --- |
| 1992                                      | The Chronic | - 発売日: 1992年11月15日 - レーベル: Death Row, Interscope - フォーマット: CD, LP, cassette, digital download - 全米売上: 570万枚   | 3              | 91             | —              | —              | 74             | 48             | —              | —              | —              | 43             | - US: 3× プラチナ - UK: ゴールド |
| 1999                                      | 2001        | - 発売日: 1999年11月16日 - レーベル: Aftermath, Interscope - フォーマット: CD, LP, cassette, digital download - 全米売上: 766.4万枚 | 2              | 26             | 2              | 15             | 20             | 7              | 17             | 11             | 36             | 4              | - US: 7× プラチナ - AUS: 2× プラチナ - CAN: 5× プラチナ - FRA: ゴールド - GER: ゴールド - NZ: 2× プラチナ - SWI: ゴールド - UK: 3× プラチナ |
| 2015                                      | Compton     | - 発売日: 2015年8月7日 - レーベル: Aftermath, Interscope - フォーマット: CD, digital download - 全米売上: 63.5万枚                  | 2              | 1              | 1              | 1              | 4              | 1              | 1              | 1              | 1              | 1              | - AUS: ゴールド - UK: ゴールド |
| "—"は未発売またはチャート圏外を意味する。 |             | |                |                |                |                |                |                |                |                |                |                | |

### コンピレーション
- Concrete Roots
- First Round Knock Out
- Back 'n the Day
- Dr. Dre Presents the Aftermath
- Chronicle: Best of the Works
- Chronicles: Death Row Classics

### サウンドトラック
- The Wash soundtrack

## 映画
- SET IT OFF - Set It Off（1996年）
- Rhyme＆Reason ライム＆リーズン - Rhyme ＆ Reason （1997年、出演）
- ウェルカム・トゥ・デス・ロウ - Welcome to Death Row （2001年、出演）
- ザ・ウォッシュ（英語版） - The Wash （2001年、製作総指揮・歌・出演）
- トレーニング デイ - Training Day （2002年、出演）
- ゲット・リッチ・オア・ダイ・トライン - Get Rich or Die Tryin' （2005年、製作）
- ストレイト・アウタ・コンプトン - "Straight Outta Compton"  (2015年、制作)

## 書籍
- ソーレン・ベイカー『ギャングスター・ラップの歴史 スクーリー・Dからケンドリック・ラマーまで』塚田桂子訳・解説、DU BOOKS、2019年9月。